# Liceu do Carmo
O Liceu do Carmo foi a designação que o Liceu Nacional de Lisboa teve quando funcionou no Palácio Valadares, no Largo do Carmo, em Lisboa, fundado em 1908.
Mais tarde, no mesmo espaço, funcionou a Escola Secundária Veiga Beirão até 1996 e Escola Básica 2,3 Fernão Lopes até 2004. Desde então que o edifício está vazio, sendo que a Parque Escolar requalificou-o quando já lá não havia aulas no edifício.
As obras na antiga escola decorreram em 2009 e abrangeram "a cobertura do edifício, as acessibilidades e algumas infra-estruras, como é o caso da eletricidade". A empresa passou a deter a sua propriedade desde 2 de dezembro de 2010.
As obras no edifício foram feitas para que o Palácio Valadares acolhesse a exposição do Centenário da República – «Exposição Ensino», entre 17 de fevereiro e 30 de junho de 2011. E desde que a Escola Básica 2,3 Fernão Lopes, que sucedeu à Secundária Veiga Beirão, foi encerrada, em 2004, esta foi a única vez que o palácio abriu portas. Depois da exposição, o edifício voltou a estar fechado.
Em 2017, a propriedade do edifício foi transferida para a Direção Geral do Tesouro, responsável pela gestão do património do Estado, abrindo a porta à sua possível venda.
No entanto, o Estado português ainda não vendeu o edifício e, em junho de 2021, a Câmara Municipal de Lisboa pediu ao Governo que cedesse o Palácio Valadares à Escola de Dança do Conservatório Nacional.
Em 2024, o Bloco de Esquerda realizou uma iniciativa junto do edifício no qual colocou uma tarja onde se lia “Aqui podia ser uma residência universitária”. O partido político de esquerda pretende que o Palácio Valadares "seja reconvertido, não num hotel, mas numa residência estudantil".